# Фоґорашій Іван
Іван Фоґорашій  (псевд. Іван Бережанин; 1786, Великі Ком'яти — 11 грудня 1834, Відень) — закарпатський церковний діяч і філолог, греко-католицький священник, парох церкви св. Варвари у Відні (з 1818).

## Біографія
Народився в с. Великі Ком'яти (нині село Виноградівського району Закарпатської обл.). Богословську освіту здобув в Ужгороді і Трнаві (нині місто у Словаччині), був
духовним служителем у с. Рокосово (нині село Хустського району Закарпатської обл.), викладав в Ужгородській семінарії, а з 1818 — парох греко-католицької церкви Святої Варвари у Відні, де брав участь у роботі гуртка любителів слов'янства; володів латинською і угорською мовами. Досліджував історію та мову закарпатських українців та угорців.

## Твори
Іван Фоґорашій — автор граматики угорської мови «Русько-угорська ілі мадярска граматіка» («Orosz magyar grammatika. Rutheno ungarica grammatika. Для скорага и легкага языка обучения. Сложена й тіснена у Відню—Віенні… Типом Арменских Отец. 1833»), а також праць «Origo et formacio linguae ugoricae — ungaricae rectius magiaricae dictoe historice, philo et etymologice ac gramatice deducta. Viennae. Anno 1833» (1834) («Походження і утворення мови угорської, унгарської, точніше мадярської, на підставі історичних, філо- й етимологічних та граматичних даних. У Відні року 1833»; 1834). У них доводить запозичення угорцями багатьох слів зі слов'янських мов та слов'янських звичаїв. Засуджував денаціоналізаторську політику Габсбургів щодо Угорщини та відповідну політику угорських властей по відношенню до неугорських народів. Фоґорашій тримав тісний зв'язок з Іваном Орлаєм, який жив і працював у Росії. У 1827 році він надіслав Орлаю статтю «В обще о различіи славянских наречій, собственно же о мало й карпато или угрорусских», яку той передав російському вченому-славісту Петру Кеппену для ознайомлення з місцевими говірками Закарпатської України. Фоґорашій на основі аналізу мови доводить етнічну спільність закарпатських русинів із русинами, які мешкають на схід від Карпат, тобто з українським народом. Він стверджував: «как карпато или угророссіяне исходом своим малороссіяне суть… так й бесіда их по большой части малорусской совершенно исходна есть». Фоґорашій видав молитовники, уклав збірник святкових пісень латинською мовою. У рукопису залишилася його праця «Историческотопографическое карпато или угророссіан описаніе». Сприяв навчанню закарпатської молоді в західноєвропейських країнах. Завдяки його зусиллям в італійському місті Лукка працював Михайло Лучкай (1829—1830).